# 올림포스 (리키아)

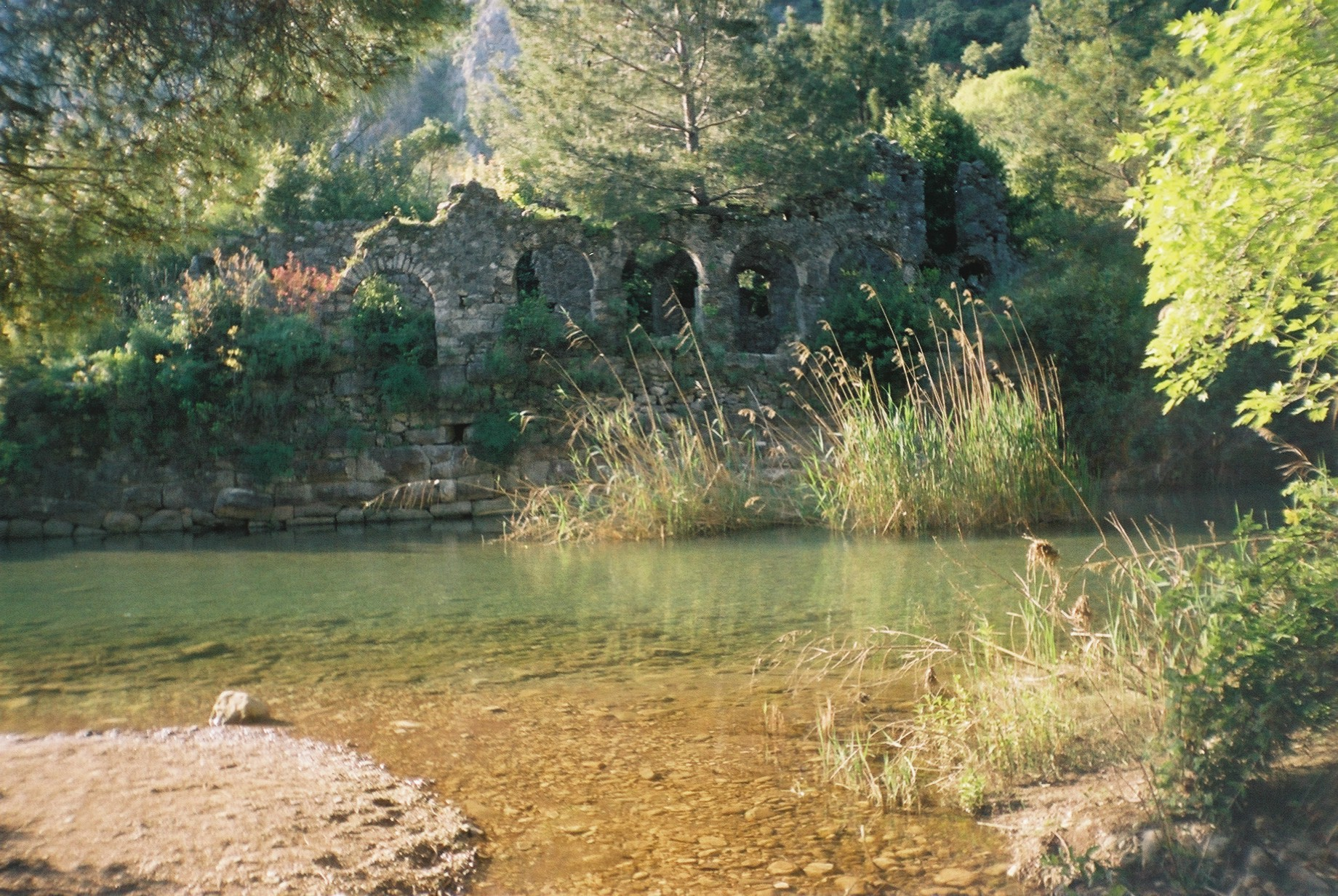
로마 목욕탕 유적

올림포스(그리스어: Ολυμπος, 영어: Olympos)는 튀르키예의 남부 해안에 있는 협곡에 자리잡은 지역이다. 안탈리아 시에서 남서쪽으로 90km 떨어져 있으며, 케메르 근처이다.
올림포스는 헬레니즘 시대에 창건되었으며, 이곳 지명은 근처 올림포스 산(튀르키예어: Tahtalı Dağı)에서 나왔다. 고전기에 이름이 '올림포스'인 산이 스무 곳이 넘었는데, 이 산은 그 가운데 한 곳이다.
도시는 리키아 동맹의 6대 도시 가운데 하나였다. 기원전 1세기에 도시는 킬리키아 해적들이 침입하여 정착하였다. 기원전 78년 로마 장군 푸블리우스 세르빌리우스 이사우리쿠스가 이 도시를 정복하였는데, 이들 로마군 가운데 젊은 율리우스 카이사르도 있었다.
하드리아누스 황제가 도시를 방문한 바 있으며, 그 이후 하드리아노폴리스(Hadrianopolis)로 개명되었다.